# 成綿龍茂道
成綿龍茂道是清代四川省的一個道。初為松威道，康熙八年設，駐松潘。康熙二十五年四月，移駐茂州直隸州，稱松茂道。後遷回。雍正三年十二月，再次移駐茂州直隸州。雍正五年十一月。轄成都府、龍安府二府和茂州直隸州、資州直隸州二州。雍正十二年十一月，川北道之綿州直隸州來屬，資州直隸州往屬永寧道。乾隆十三年，為分巡松茂道等處地方，按察使司副使銜。乾隆二十四年八月，加水利銜。乾隆二十九年八月，成都府、綿州直隸州往屬驛鹽道，只轄龍安府和松潘直隸廳、雜谷直隸廳諸廳及茂州直隸州，兼兵備銜。乾隆四十一年四月，屬成都將軍統轄，後仍屬總督統轄。乾隆五十二年四月，兼理屯政。嘉慶二十五年（1820）十月，移駐成都府，兼管水利事務，成都府、綿州直隸州來屬，轄成都府、龍安府二府及理番直隸廳、松潘直隸廳、懋功屯務廳三廳和綿州直隸州、茂州直隸州二州，一稱成綿龍茂道。光緒三十四年九月裁。